# Reto Wyss
Reto Wyss (22 de mayo de 1952) es un deportista suizo que compitió en remo. Ganó cinco medallas en el Campeonato Mundial de Remo entre los años 1974 y 1980.

## Palmarés internacional
| Campeonato Mundial | Campeonato Mundial       | Campeonato Mundial | Campeonato Mundial        |
| Año                | Lugar                    | Medalla            | Prueba                    |
| ------------------ | ------------------------ | ------------------ | ------------------------- |
| 1974               | Lucerna (Suiza)          | Medalla de bronce  | Scull individual ligero   |
| 1975               | Nottingham (Reino Unido) | Medalla de oro     | Scull individual ligero   |
| 1977               | Ámsterdam (Países Bajos) | Medalla de oro     | Scull individual ligero   |
| 1979               | Bled (Yugoslavia)        | Medalla de bronce  | Cuatro sin timonel ligero |
| 1980               | Malinas (Bélgica)        | Medalla de bronce  | Doble scull ligero        |